# Коротков Федір Іванович
Фе́дір Іва́нович Коротко́в (12 [25] січня 1905, село Думіно, тепер Краснохолмського району Тверської області, Росія — 15 квітня 1983, Чернігів) — український радянський партійний діяч, 1-й секретар Чернігівського міськкому КПУ. Член Ревізійної Комісії КПУ (1954–1960). Депутат Верховної Ради УРСР 2—5-го скликань.

## Біографія
Народився 12 [25] січня 1905 року в родині селянина-середняка. У 1922 році закінчив сільську школу.
У 1922–1926 роках — робітник деревообробної артілі села Думіно. У 1926–1928 роках — голова Глєбенської сільської ради Краснохолмського району Тверської губернії. У 1928–1929 роках — завідувач торгового відділу Краснохолмського сільськогосподарського товариства.
У 1929–1932 роках — штампувальник Київської взуттєвої фабрики.
Член ВКП(б) з 1931 року.
У 1932–1938 роках — секретар Семенівського районного комітету комсомолу на Чернігівщині; голова виконавчого комітету Корюківської районної ради депутатів трудящих.
У 1938–1941 роках — 1-й секретар Корюківського районного комітету КП(б)У Чернігівської області.
Під час німецько-радянської війни 1941–1945 — секретар підпільного (на окупованій гітлерівцями території) Корюківського районного комітету КП(б)У в Чернігівській області. Від вересня 1941 — командир Корюківського партизанського загону, а згодом — командир роти Чернігівського об'єднання партизанського загону під командуванням Миколи Попудренка. Від 25 травня 1943 — член Чернігівського підпільного обласного комітету КП(б)У. Від 23 липня 1943 (після смерті Миколи Попудренка) очолив обласний штаб партизанського руху та з'єднання партизанських загонів Чернігівської області імені Попудренка. Бійці з'єднання провели 12 великих боїв з ворогом, розгромили 7 гарнізонів, 22 поліційні станиці, здійснили понад 120 диверсій на залізничних комунікаціях, підірвали 4 залізничні та 10 шосейних мостів, розбили 120 потягів, захопили велику кількість трофеїв.
У вересні 1943–1950 роках — 2-й секретар Чернігівського міського комітету КП(б)У. У 1948 році закінчив річні курси перепідготовки керівних партійних працівників при Вищій партійній школі при ЦК КП(б)У.
У січні 1950 — вересні 1959 року — 1-й секретар Чернігівського міського комітету КПУ. У 1949–1953 роках навчався заочно у Вищій партійній школі при ЦК КПРС.
З вересня 1959 року — персональний пенсіонер.

## Звання
- старший політрук

## Нагороди
- орден Леніна (23.01.1948)
- орден Червоного Прапора
- Богдана Хмельницького 1-го ст.
- медаль «Партизанові Вітчизняної війни» 1-го ст.
- медаль «За перемогу над Німеччиною у Великій Вітчизняній війні 1941—1945 рр.»
- медалі